# Stokesosaurus
A Stokesosaurus (jelentése 'Stokes gyíkja', a utahi geológusra, William Lee Stokesra utalva) a kis (körülbelül 3–4 méter hosszú) korai tyrannosauroideák egyik neme, amely a késő jura időszakban élt Utah állam és Anglia területén. A feltételezés szerint a Stokesosaurushoz tartozó maradványok a Morrison Formáció 2. sztratigráfiai zónájából kerültek elő.
A holotípus (a Utahi Egyetem UUVP 2938/UMNH VP 7434 jelzésű típuspéldánya) egy medencecsont, amiről eredetileg azt gondolták, hogy több csigolyával és egy részleges agykoponyával együtt a lehetséges korai tyrannosauroideához, az Iliosuchushoz tartozik. Emellett egy premaxillát is az Iliosuchus részének gondoltak, de az valójában a Tanycolagreusé volt. Egy másik medencecsont, amit szintén ehhez a dinoszauruszhoz kapcsoltak elveszett, bár lehet, hogy valójában az Aviatyrannishoz tartozik.
A második faj, a Stokesosaurus langhami leírását Roger Benson készítette el 2008-ban, egy részleges csontváz alapján. A fosszília részét képezi egy „teljes csípőből álló kapcsolódó, részleges csontváz”, továbbá egy hiányos láb, valamint nyak-, hát- és farokcsigolyák. Ezt az 1984-ben, Dorset megyében felfedezett második csontvázat több cikk is megemlítette, de 2008-ig nem készült róla leírás. A példány a késő jura időszaki tithon korszakhoz tartozó, körülbelül 150 millió éves kőzetrétegből került elő. Az új fajt felfedezője, Peter Langham tiszteletére nevezték el. 2013-ban áthelyezték a Juratyrant nembe.
A Stokesosaurus és a Tanycolagreus hasonló méretűek, és lehetséges, hogy az utóbbi az előbbi fiatal szinonimája. Viszont a medencecsontot (a Stokesosaurus legjobban ismert részét), a Tanycolagreusnál sosem találták meg, ezért a közvetlen összehasonlítás igen nehéz.

## Fordítás
Ez a szócikk részben vagy egészben a Stokesosaurus című angol Wikipédia-szócikk ezen változatának fordításán alapul.  Az eredeti cikk szerkesztőit annak laptörténete sorolja fel. Ez a jelzés csupán a megfogalmazás eredetét és a szerzői jogokat jelzi, nem szolgál a cikkben szereplő információk forrásmegjelöléseként.